# Vladislav Tjebotar
Vladislav Vasiljevitj Tjebotar (ryska: Владислав Васильевич Чеботарь), född 22 februari 1997 i Tiraspol, är en rysk kanotist.

## Karriär
Tjebotar började paddla som elvaåring i hemstaden Tiraspol. Vid junior-VM 2014 i Szeged tog han brons i C-1 1000 meter. 2015 tog Tjebotar guld i C-4 1000 meter vid EM i Račice tillsammans med Rasul Isjmuchamedov, Viktor Melantiev och Kirill Sjamsjurin. Följande år försvarade de sitt guld i grenen vid EM i Moskva.
2017 tog Tjebotar och Melantiev brons i C-2 1000 meter vid VM i Račice samt silver i samma gren vid EM i Plovdiv. Följande år tog de båda silver i C-2 500 meter vid VM i Montemor-o-Velho.
Vid olympiska sommarspelen 2020 i Tokyo tävlade Tjebotar i två grenar. I C-1 1000 meter blev han utslagen i kvartsfinalen och i C-2 1000 meter slutade Tjebotar och Melantiev på första plats i B-finalen, vilket var totalt nionde plats i tävlingen. Vid EM i Poznań 2021 tog paret Tjebotar och Melantiev guld i C-2 500 meter. Under året tog han även guld tillsammans med Kirill Sjamsjurin i C-2 1000 meter vid VM i Köpenhamn.